# Фреди Истуд
Фреди Истуд (на английски: Freddy Eastwood, на английски фамилията се изговаря по-близко до Ийстууд) е уелски професионален футболист, роден в Англия и играещ като нападател за Ковънтри Сити.

## Кариера
Истуд е юноша на Саутенд Юнайтед, като се прехвърля в школата на Уест Хям през 1999 г. Играе заедно с Джърмейн Дефо, Антън Фърдинанд и Глен Джонсън за младежката формация на Чуковете.
През май 2003 е освободен от тях и подписва с Грейс Атлетик през август. Следващия сезон е преотстъпен на бившия му младежки отбор Саутенд Юнайтед. За тях дебютира с гол след 7,7 секунди от началото на мача, като това е рекорд за най-бърз гол на дебютант. Също така отбелязва 5000 попадение в първенството за Саутенд. За Саутенд той продължава добрите си игри, като подписва с перманентно през ноември 2004.
След три години, 111 мача и 49 гола за Саутенд е трансфериран в Уулвърхемптън за 1,5 млн. лири, но не успява да се наложи и преминава в Ковънтри Сити за 1,2 млн. лири след само един сезон за Вълците. В Ковънтри е използван и като ляво крило.